# Epitenodera capitata
Epitenodera capitata es una especie de mantis de la familia Mantidae.

## Distribución geográfica
Se encuentra en Angola, Etiopía, Kenia, Congo, Malaui, Mozambique, Uganda, Tanzania, Zimbabue, Ruwenzori, Transvaal, y Natal (Sudáfrica).